# 돈카드 1세 막 크리난
돈카드 막 크리난(중세 아일랜드어: Donnchad mac Crinain, 스코틀랜드 게일어: Donnchadh mac Crìonain: 1001년경 – 1040년 8월 14일) 병자왕(스코틀랜드 게일어: An t-Ilgarach, 영어: the Diseased)은 1034년에서 1040년까지 알바 왕국의 왕위에 있었다. 윌리엄 셰익스피어의 희곡 《맥베스》에 나오는 "던컨 왕"이 바로 이 사람이다.
돈카드는 둔켈드의 세습수도원장 크리난과 알바 왕 말 콜룸 막 키나다(말 콜룸 2세)의 딸 베호크 사이에 태어난 아들이다.
셰익스피어의 《맥베스》에 나오는 던컨 왕과 달리 실제 역사상의 돈카드는 젊은 왕이었다. 그는 1034년 11월 25일 외할아버지 말 콜룸 2세가 사망하자 그 뒤를 이어 즉위했고, 이를 반대하는 목소리는 없었던 것으로 보인다.
돈카드의 초기 치세는 별다른 일이 없었다. 막 베하드 막 핀들라크가 그의 공작(dux)이라고 기록되어 있는데, 이는 단순히 왕자와 후작 사이의 작위명이기도 하지만 로마식으로는 "전쟁지도자"라는 뜻이기도 하다. 때문에 막 베하드가 돈카드를 막후에서 조종한 실제 권력자라는 설도 있다.
1039년 돈카드는 대규모의 스코트인 군대를 몰고 잉글랜드 북부 더럼을 공격했으나 참패했다. 돈카드는 살아남았지만, 이듬해 막 베하드의 영지인 모레이에 대한 징벌원정을 나섰다가 막 베하드가 이끄는 모레이군에 의해 전사하였다. 그 사망일자는 1040년 8월 14일경으로 추측된다.

## 참고 자료
- Broun, Dauvit, "Duncan I (d. 1040)", Oxford Dictionary of National Biography, Oxford University Press, 2004 accessed 15 May 2007
- Duncan, A. A. M., The Kingship of the Scots 842–1292: Succession and Independence. Edinburgh University Press, Edinburgh, 2002. ISBN 0-7486-1626-8

| 전임 파괴왕 말 콜룸 2세 | 알바의 왕 1034년 – 1040년 | 후임 적색왕 막 베하드 |